# Sofija Fedarovič
Sofija Fedarovič (in bielorusso Сафія Федаровіч?; traslitterazione anglosassone, Sophie Fedorovitch; Minsk, 3 dicembre 1893 – Londra, 25 gennaio 1953) è stata una scenografa e costumista russa naturalizzata britannica.

## Biografia
Sofija Fedarovič nacque a Minsk, all'epoca parte dell'Impero Russo, nel 1893. Studiò pittura a Cracovia, Mosca e San Pietroburgo e, dopo la rivoluzione, emigrò nel Regno Unito nel 1920.
Dopo aver ottenuto un certo successo come pittrice si reinventò come scenografa e costumista. Tramite Marie Rambert conobbe Frederick Ashton nel 1925; i due collaborarono per la prima volta l'anno successivo per A Tragedy of Fashion, il primo balletto di Ashton. Ashton descrisse Fedorovitch come la sua più grande collaboratrice artistica e insieme lavorarono a undici balletti, tra cui Symphonic Variations; dopo la sua morte, Ashton le dedicò A Month in the Country.
Curò scenografie e costumi di balletti (tra cui l'Endimione di Mona Inglesby) e opere liriche alla Royal Opera House. Al Covent Garden disegnò scene e costumi per La traviata nel 1948, Madama Butterfly nel 1950 e l'Orfeo ed Euridice nel 1953. Il suo contributo allo sviluppo del balletto inglese durante gli anni 1930 e 1940 viene ritenuto fondamentale dai critici e storici della danza, al pari di quello di Christian Bérard.
Morì nella sua casa di Chelsea nel 1953 a causa di una fuga di gas; aveva 59 anni. In sua memoria si tenne una retrospettiva al Victoria and Albert Museum.